# Warnsveld
Warnsveld est un village situé dans la commune néerlandaise de Zutphen, dans la province de Gueldre. Le 1er janvier 2005, le village comptait environ 9 200 habitants.
La commune de Warnsveld a été rattachée à Zutphen le 1er janvier 2005.

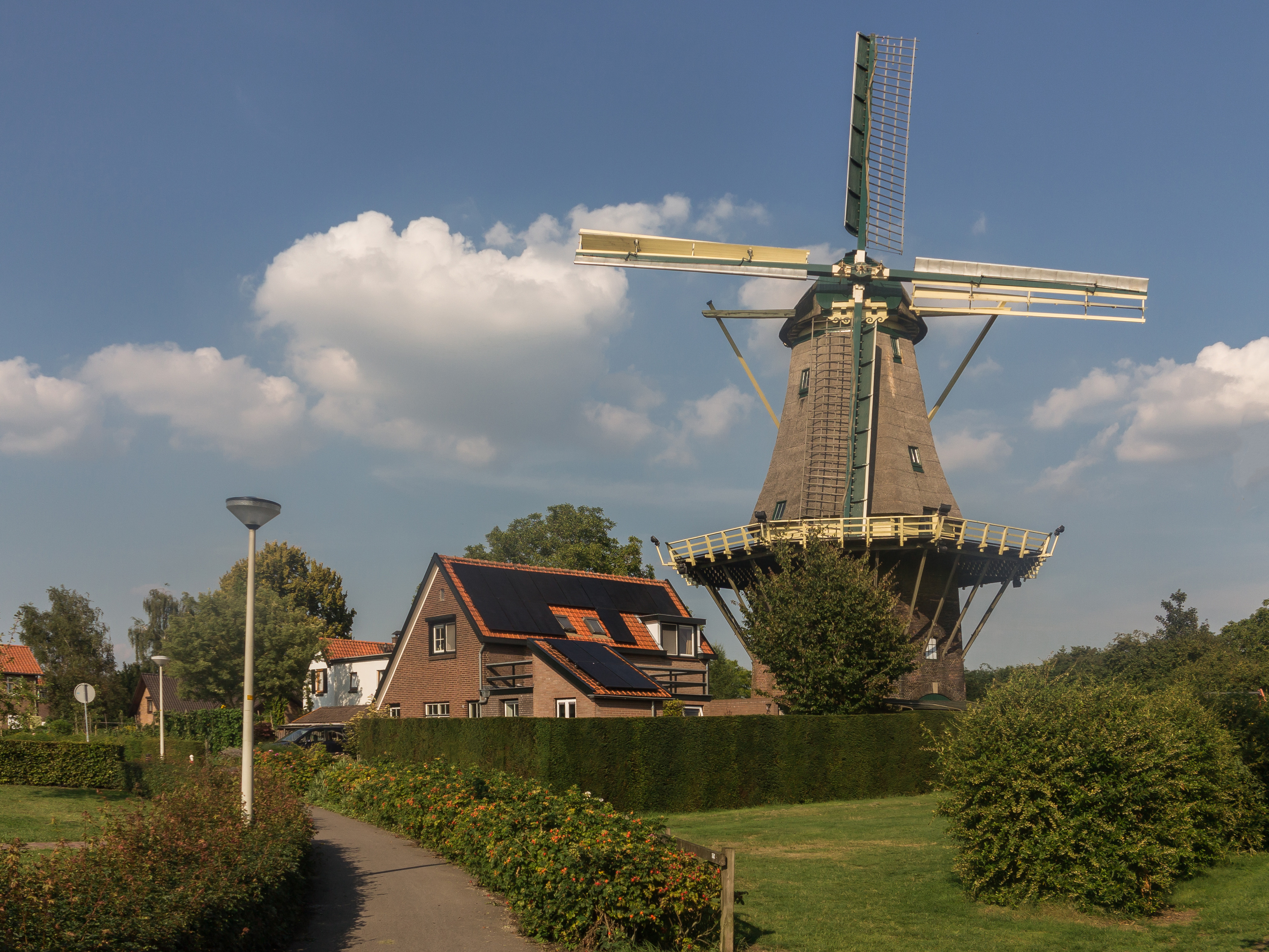
Le moulin: korenmolen Nooit Gedacht

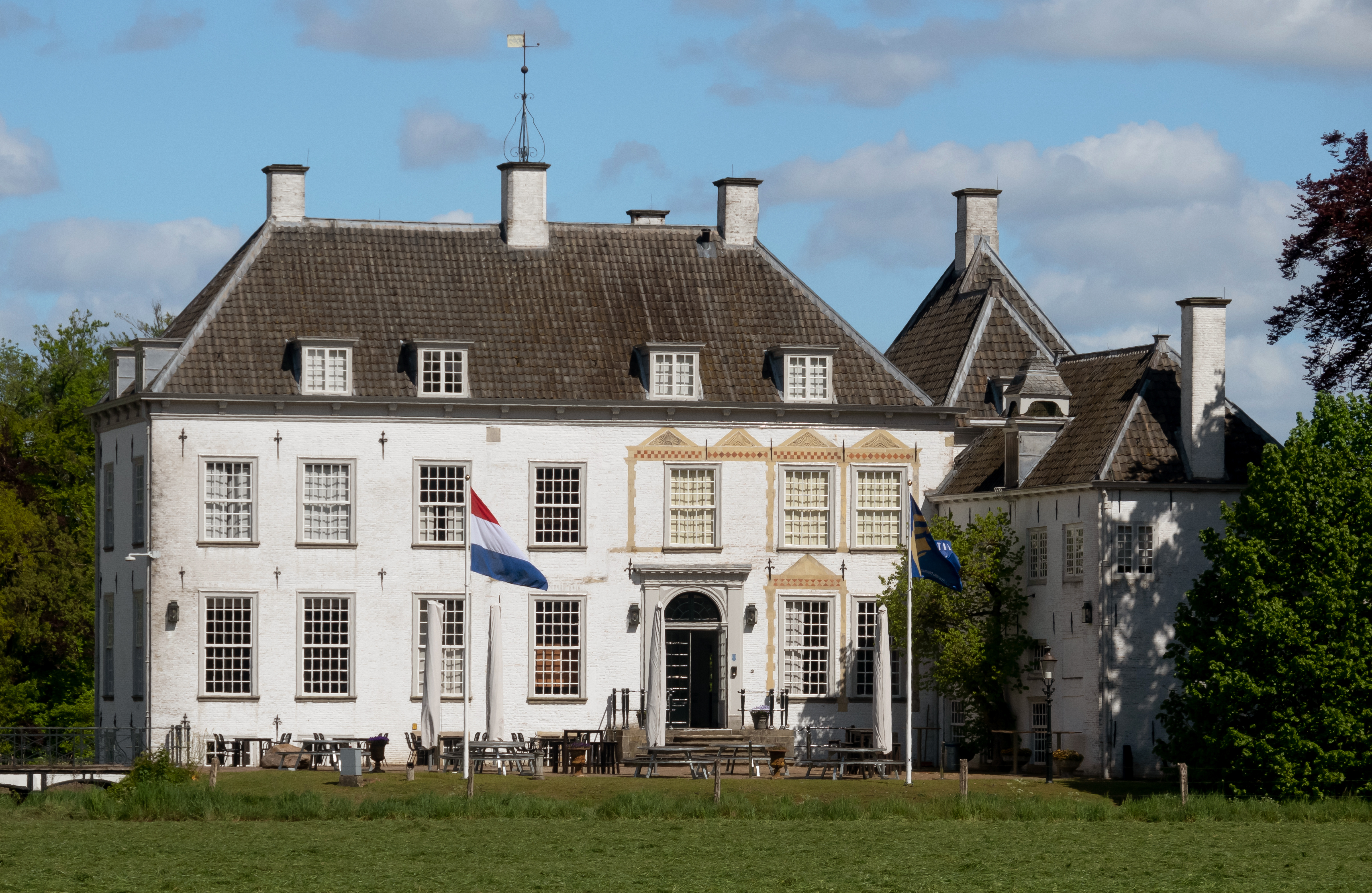
La manoir Huis 't Velde (aujourd'hui l'académie de police)